# Kaminoyama

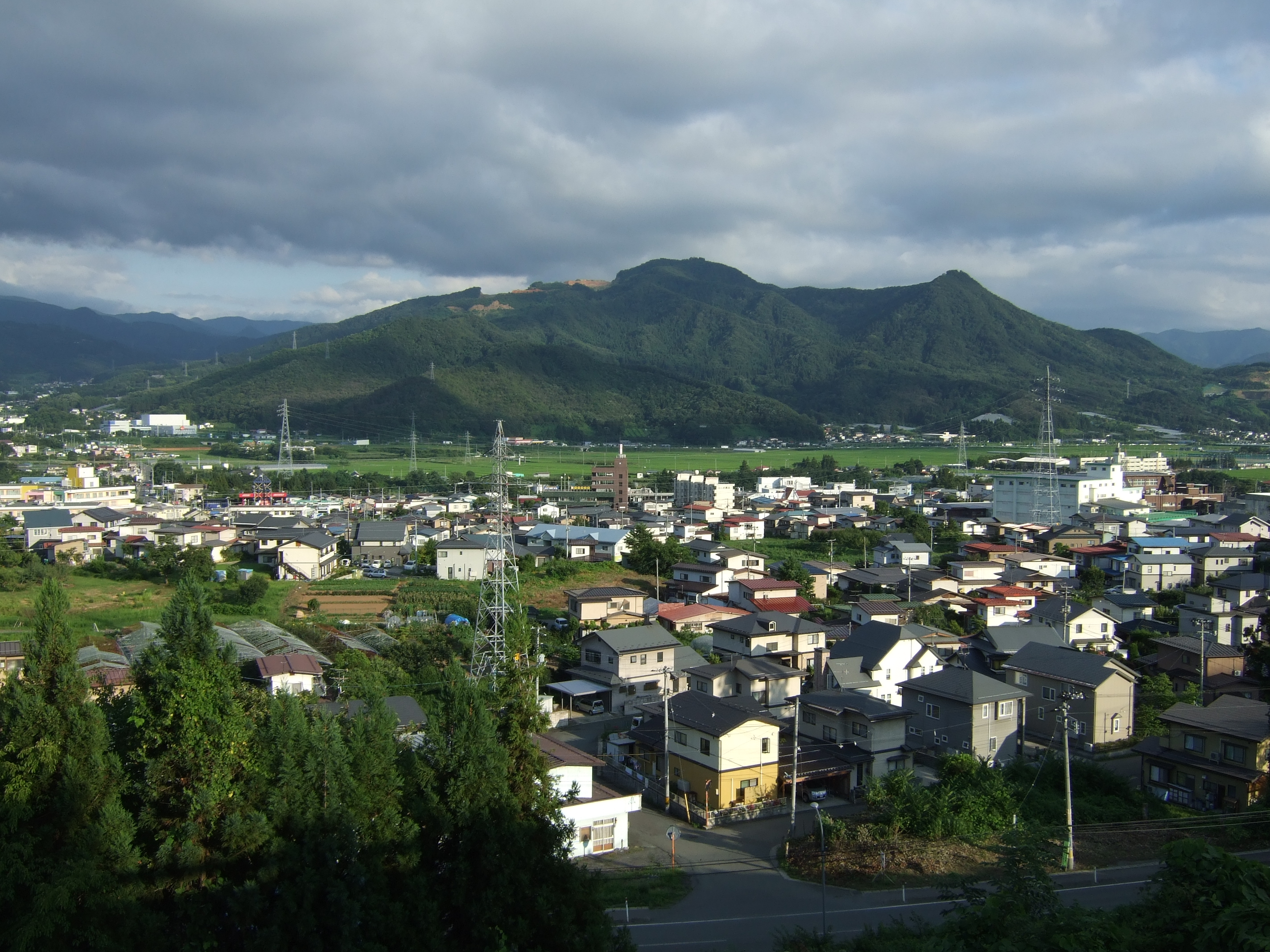
Vy över Kaminoyama.

Kaminoyama (japanska: 上山市?, Kaminoyama-shi)  är en stad i den japanska prefekturen Yamagata på den norra delen av ön Honshu. Kaminoyama fick stadsrättigheter 1 oktober 1954. Staden är belägen vid Mogamifloden, strax söder om Yamagata, prefekturens största stad och administrativa huvudort. 

## Kommunikationer
Kaminoyama-onsen är en station på Yamagata Shinkansen-linjen som ger förbindelse med höghastighetståg till Tokyo.